# Lijst van onroerend erfgoed in Wuustwezel
Een overzicht van het onroerend erfgoed in de gemeente Wuustwezel. Het onroerend erfgoed maakt deel uit van het cultureel erfgoed in België.

## Bouwkundig erfgoed
| Object                                                | Erfgoedstatus? | Bouwjaar of architect | Deelgemeente | Adres                    | Coördinaten                   | Nummer? | Afbeelding                                            |
| ----------------------------------------------------- | -------------- | --------------------- | ------------ | ------------------------ | ----------------------------- | ------- | ----------------------------------------------------- |
| Hoeve Nuytemans                                       | Monument       |                       | Wuustwezel   | Achterstraatje 5         | 51° 24' 11" NB, 4° 36' 11" OL | 14455   | Hoeve Nuytemans                                       |
| Hoeve De Ruysscher                                    | dorpsgezicht   |                       | Wuustwezel   | Achterstraatje 10        | 51° 24' 17" NB, 4° 36' 13" OL | 14456   | Hoeve De Ruysscher                                    |
| Romp van Oude Molen                                   |                |                       | Wuustwezel   | Baan                     | 51° 23' 28" NB, 4° 34' 48" OL | 14457   | Romp van Oude Molen                                   |
| Conciërgewoning en stallingen van kasteel Verellen    |                |                       | Wuustwezel   | Bredabaan 875            | 51° 21' 15" NB, 4° 32' 54" OL | 14461   | Conciërgewoning en stallingen van kasteel Verellen    |
| Parochiekerk Onze-Lieve-Vrouw-Hemelvaart              | Monument       |                       | Wuustwezel   | Dorpsstraat 100          | 51° 23' 19" NB, 4° 35' 56" OL | 14463   | Parochiekerk Onze-Lieve-Vrouw-Hemelvaart              |
| Gemeenteschool                                        |                |                       | Wuustwezel   | Hagelkruis 2A            | 51° 23' 22" NB, 4° 35' 32" OL | 14464   | Gemeenteschool                                        |
| Langgestrekte hoeve                                   |                |                       | Wuustwezel   | Dorpsstraat 36           | 51° 23' 17" NB, 4° 35' 43" OL | 14465   | Langgestrekte hoeve                                   |
| Pastorie Onze-Lieve-Vrouw Hemelvaartparochie          | Monument       |                       | Wuustwezel   | Dorpsstraat 87           | 51° 23' 19" NB, 4° 35' 50" OL | 14466   | Pastorie Onze-Lieve-Vrouw Hemelvaartparochie          |
| Dorpswoningen                                         | dorpsgezicht   |                       | Wuustwezel   | Dorpsstraat 99           | 51° 23' 21" NB, 4° 35' 55" OL | 14467   | Dorpswoningen                                         |
| Dorpsherberg                                          | dorpsgezicht   |                       | Wuustwezel   | Dorpsstraat 103          | 51° 23' 22" NB, 4° 35' 55" OL | 14468   | Dorpsherberg                                          |
| Gemeentehuis                                          | Monument       |                       | Wuustwezel   | Dorpsstraat 105          | 51° 23' 22" NB, 4° 35' 56" OL | 14469   | Gemeentehuis                                          |
| Hoeven Lilly en Annie                                 |                |                       | Wuustwezel   | Gasthuisdreef 5-6        | 51° 23' 14" NB, 4° 35' 43" OL | 14470   | Hoeven Lilly en Annie                                 |
| Neogotisch gasthuis                                   | Monument       |                       | Wuustwezel   | Gasthuisstraat 7-9       | 51° 21' 33" NB, 4° 32' 33" OL | 14471   | Neogotisch gasthuis                                   |
| Kasteel Hens, heden gemeentehuis                      |                |                       | Wuustwezel   | Gemeentepark 1           | 51° 23' 31" NB, 4° 35' 57" OL | 14472   | Kasteel Hens, heden gemeentehuis                      |
| Boerenwoning                                          |                |                       | Wuustwezel   | Kalmthoutse Steenweg 151 | 51° 23' 26" NB, 4° 34' 29" OL | 14473   | Boerenwoning                                          |
| Parochiekerk Sint-Jozef-Gooreind                      |                | 1936-39               | Wuustwezel   | Kerkplaats               | 51° 21' 30" NB, 4° 32' 28" OL | 14475   | Parochiekerk Sint-Jozef-Gooreind                      |
| Devotiekapelletje ter ere van Onze-Lieve-Vrouw        |                |                       | Wuustwezel   | Kleinenberg              | 51° 23' 5" NB, 4° 34' 18" OL  | 14476   | Devotiekapelletje ter ere van Onze-Lieve-Vrouw        |
| Dorpswoning                                           | dorpsgezicht   |                       | Wuustwezel   | Kloosterstraat 96        | 51° 23' 22" NB, 4° 35' 55" OL | 14477   | Dorpswoning                                           |
| Restanten van poortomlijstingen van het Goed van Koch |                |                       | Wuustwezel   | Kochdreef                | 51° 21' 9" NB, 4° 31' 44" OL  | 14478   | Restanten van poortomlijstingen van het Goed van Koch |
| Napoleonhoeve                                         | Monument       |                       | Wuustwezel   | Kruisweg 12              | 51° 24' 4" NB, 4° 35' 36" OL  | 14479   | Napoleonhoeve                                         |
| Boswachtershuisjes bij domein Dhanis                  |                |                       | Wuustwezel   | Noordheuvel 47           | 51° 22' 9" NB, 4° 31' 44" OL  | 14481   | Boswachtershuisjes bij domein Dhanis                  |
| Hoeve                                                 |                |                       | Wuustwezel   | Noordheuvel 50-52        | 51° 22' 14" NB, 4° 31' 36" OL | 14482   | Hoeve                                                 |
| Kasteel Sterbos                                       |                |                       | Wuustwezel   | Sterbos 1-3, 4           | 51° 24' 8" NB, 4° 33' 44" OL  | 14486   | Kasteel Sterbos                                       |
| Boswachtershuisje                                     |                |                       | Wuustwezel   | Sterbos 2                | 51° 24' 5" NB, 4° 33' 54" OL  | 14487   | Boswachtershuisje                                     |
| Pastorie Sint-Jozef-Gooreind                          |                |                       | Wuustwezel   | Theo Verellenlaan 87     | 51° 21' 27" NB, 4° 32' 32" OL | 14488   | Pastorie Sint-Jozef-Gooreind                          |
| Dorpsschooltje                                        |                |                       | Wuustwezel   | Theo Verellenlaan 88     | 51° 21' 28" NB, 4° 32' 33" OL | 14489   | Dorpsschooltje                                        |
| Vloeikenshoeve en 't Bouwke bij kasteel Wezelhof      | Monument       |                       | Wuustwezel   | Vloeikensstraat 27-28    | 51° 23' 13" NB, 4° 36' 48" OL | 14490   | Vloeikenshoeve en 't Bouwke bij kasteel Wezelhof      |
| Sint-Willibrorduskapel                                | Monument       |                       | Wuustwezel   | Westdoorn                | 51° 22' 46" NB, 4° 33' 39" OL | 14491   | Sint-Willibrorduskapel                                |
| Gemeentehuis van Loenhout                             |                |                       | Loenhout     | Huffelplein 1            | 51° 23' 55" NB, 4° 38' 36" OL | 14492   | Gemeentehuis van Loenhout                             |
| Landhuis                                              |                |                       | Loenhout     | Kasteelweg 1-2, 3        | 51° 24' 15" NB, 4° 37' 44" OL | 14493   | Landhuis                                              |
| Parochiekerk Sint-Petrus en Sint-Paulus               | Monument       |                       | Loenhout     | Huffelplein              | 51° 23' 55" NB, 4° 38' 37" OL | 14494   | Parochiekerk Sint-Petrus en Sint-Paulus               |
| School                                                |                |                       | Loenhout     | Huffelplein 14           | 51° 23' 57" NB, 4° 38' 38" OL | 14495   | School                                                |
| Schuur, heden gemeenschapshuis                        |                |                       | Loenhout     | Kerkblokstraat 4         | 51° 23' 58" NB, 4° 38' 34" OL | 14496   | Schuur, heden gemeenschapshuis                        |
| Gemeenteschool                                        |                |                       | Loenhout     | Kerkblokstraat 16        | 51° 24' 1" NB, 4° 38' 33" OL  | 14497   | Gemeenteschool                                        |
| Dorpswoning                                           | dorpsgezicht   |                       | Loenhout     | Oud-Dorpsstraat 32       | 51° 24' 4" NB, 4° 38' 30" OL  | 14499   | Dorpswoning                                           |
| Brouwershuis                                          | Monument       |                       | Loenhout     | Oud-Dorpsstraat 38       | 51° 24' 7" NB, 4° 38' 30" OL  | 14500   | Brouwershuis                                          |
| Secretarishoeve                                       | Monument       |                       | Loenhout     | Oud-Dorpsstraat 39       | 51° 24' 7" NB, 4° 38' 27" OL  | 14501   | Secretarishoeve                                       |
| Arbeiderswoning                                       | dorpsgezicht   |                       | Loenhout     | Oud-Dorpsstraat 40       | 51° 24' 7" NB, 4° 38' 30" OL  | 14502   | Arbeiderswoning                                       |
| Rentmeesterswoning                                    | Monument       |                       | Loenhout     | Oud-Dorpsstraat 41       | 51° 24' 9" NB, 4° 38' 27" OL  | 14503   | Rentmeesterswoning                                    |
| Dorpswoning                                           |                |                       | Loenhout     | Oud-Dorpsstraat 81       | 51° 24' 13" NB, 4° 38' 36" OL | 14507   | Dorpswoning                                           |
| Sint-Quirinuskapel                                    | Monument       |                       | Loenhout     | Sint Lenaartseweg        | 51° 23' 59" NB, 4° 38' 51" OL | 14509   | Sint-Quirinuskapel                                    |
| Pastorie van de Sint-Petrus en Sint-Paulusparochie    |                |                       | Loenhout     | Pastoriestraat 11        | 51° 23' 58" NB, 4° 38' 34" OL | 84254   | Pastorie van de Sint-Petrus en Sint-Paulusparochie    |
| Oorlogsmonument Loenhout                              |                |                       | Loenhout     | Huffelplein              |                               | 216113  | Upload foto                                           |